# Larraona (Navarra)
Larraona (baskisch Larragoa) ist ein Ort und Gemeinde in der Provinz und autonomen Gemeinschaft Navarra in Nordspanien.
2024 hatte die Gemeinde 105 Einwohner auf einer Fläche von 7,71 Quadratkilometer.

## Sehenswürdigkeiten
- Christopheruskirche